# Jordi Carrión Gálvez
Jordi Carrión Gálvez (Tarragona, 1976) és un escriptor i crític literari català vinculat al moviment Afterpop. Tot i néixer a Tarragona, ha passat bona part de la seva vida entre Mataró i Barcelona. Ha viscut també a l'Argentina i als Estats Units. Llicenciat i doctor en Humanitats per la Universitat Pompeu Fabra, hi fa classes de literatura contemporània i d'escriptura creativa. També ha impartit cursos d'escriptura a l'Ateneu Barcelonès i ha treballat per a les revistes Lateral i Quimera. Ha publicat crítica cultural als diaris Avui, Abc, Clarín, Perfil i La Vanguardia.

## Obra

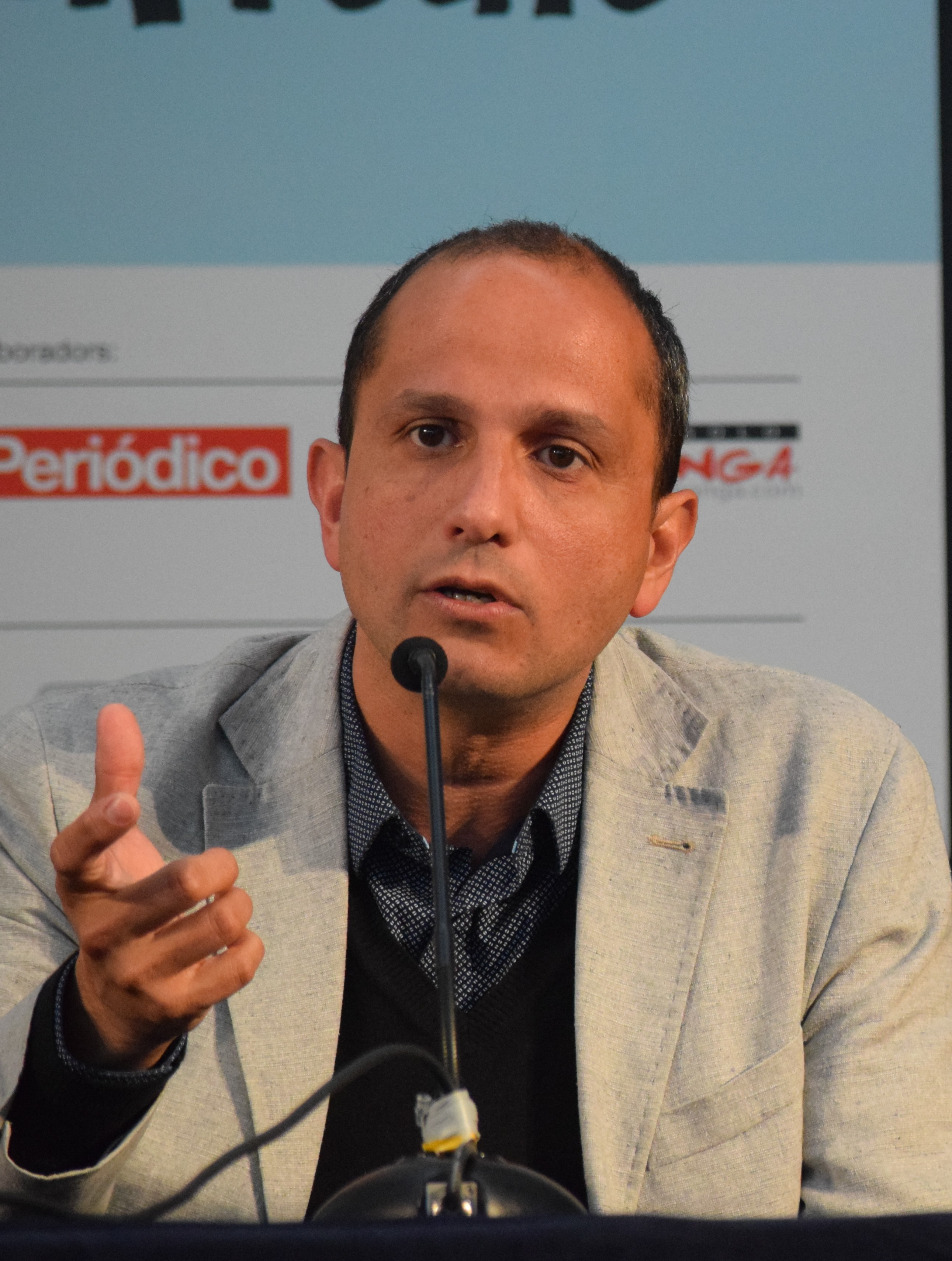
Carrión presentant el còmic Barcelona. Los vagabundos de la chatarra al Saló del Còmic de Barcelona (2016).

### Novel·la
- Los turistas (Galaxia Gutenberg, 2015)

- Los huérfanos (Galaxia Gutenberg, 2014)
- Los muertos (Random House Mondadori|Literatura Mondadori, 2010)
- Ene (Laia Libros, 2001)

### Literatura de viatges
- La brújula (Berenice, 2006)
- GR-83 (edición de autor, 2007)
- Australia. Un viaje (Berenice, 2008)
- La piel de La Boca (Libros del Zorzal, Argentina, 2008)
- Crónica de viajes (edición de autor, 2009)
- Norte es Sur. Crónicas americanas (Debate Venezuela, 2009) Antologia de cròniques sobre Amèrica Llatina dels llibres anteriors.
- Carrión, Jordi. Barcelona. Llibre dels passatges. Traducció: Maria Llopis Freixas.  Galaxia Gutenberg, 2017. ISBN ISBN 978-8481095715.

### Edicions i pròlegs
- Amor global (Laia Libros, 2003)
- Narradors Contemporanis (amb Manuel Guerrero i Brullet, ACM, 2007)
- El lugar de Piglia. Critica sin ficción (Candaya, 2008)
- "Mejor que ficción. Crónicas ejemplares" (Anagrama, 2012)

### Traduccions i adaptacions
- Infern, de Dante (Proa, 2000)
- El sueño, de Bernat Metge (DVD Ediciones, 2006).

### Assaig
- Viaje contra Espacio. Juan Goytisolo y W.G. Sebald (Iberoamericana, 2009).
- Teleshakespeare (Errata Naturae, 2011). Assaig vinculat amb la novel·la Los muertos.
- Librerías (Finalista Premio Anagrama de Ensayo, 2013).
- Carrión, Jordi. Llibreries. Traducció: Maria Llopis Freixas.  Navona Trajectes, 2019. ISBN ISBN 978-8417181741.
- Contra Amazon (Barcelona: Galaxia Gutenberg, 2019)
- Lo viral[3] (Barcelona: Galaxia Gutenberg, 2020)

### Còmics
- Barcelona. Los vagabundos de la chatarra (amb Sagar, Norma, 2016)
- Gótico (amb Sagar, Norma/MNAC, 2018)